# Нумизматика и сфрагистика
«Нумизматика и сфрагистика» — наукове неперіодичне видання Інституту археології АН УРСР. Відповідальний редактор — В. Анохін. Вип. 1 (1963), 2 (1965), 3 (1968), 4 (1971), 5 (1974). У виданні друкувалися дослідження з античної, західноєвропейської, давньоруської, середньовічної української і російської нумізматики (монети скіфського царя Атея — В. Анохін; монети київського князя Володимира Ольгердовича — М. Котляр), а також сфрагістики (печатки дружини тмутороканського князя Олега Святославича Феофано — В. Янін, та ін.). Публікувалися скарби й топографії знахідок монет (П. Каришковський, В. Рябцевич). Існував розділ «Критика і бібліографія».